# 奥德里西亚王国
奥德里西亚王国是公元前5世纪初至公元前3世纪/公元前1世纪晚期存在的古色雷斯国家，位于今保加利亚、罗马尼亚东南部（北多布鲁加）、希腊北部和土耳其欧洲部分。该王国是由奥德里西亚人主导的部落混合体，也是东巴尔干地区首个发展起来的大型政治实体。王国在公元前4世纪末塞乌索波利斯建成前没有固定首都。